# SCOOBIE DO
- Scoobie Do
- スクービードゥー

SCOOBIE DO（Scoobie Do、スクービードゥー）は、日本の男性4人組のファンクバンドである。

## メンバー
F.u.n.k.-a-.l.i.s.m.o.!の名の下に集った4人の男。通称ファンキー4。
コヤマ シュウ【小山 周】
「スウィートソウルスウィンガー」（ボーカル、作詞、白スーツ / 1975年4月21日生まれ、血液型B型、趣味：プロレス鑑賞）
中学校までは明るい少年だったが、思春期に入り「人生って何だろう」と考えだし、自分の世界に閉じこもるようになる。それからは、マツキと好きな音楽をカセットテープで交換することと、弟と休日にプロレスごっこをする以外は、他人と距離を置いてつきあう少年になる。
大学入学とともに、「もてたい」という理由で、マツキの「バンドを組もう」という言葉に頷く。それまで、バンド経験はおろか音楽経験も無い、全くのゼロからの状態で始めたにも関わらず、初めてのライブで高評価を得て、自信を持つようになる。
初期の頃は、モッズシーンに影響を受けMCは一切しなかったが、あるライブ(2000年頃)であまりにノリの悪い客を前にして以来、プロレスに影響を受けた激しい煽りのMCをする、現在のスタイルになった。
マツキ タイジロウ【松木 泰二郎】
「グランドスラムギターリスト」「俺達のリーダー」（ギター・リーダー、ほぼ全ての作詞・曲 / 1975年7月3日生まれ、血液型B型、趣味：ギターいじり）
幼馴染であるコヤマの兄の影響でブラックミュージックを聴き始めるが、周りに語り合える人がいないため、コヤマを黒人音楽好きに染め上げる。ギターは中学校から毎日のように弾いており、大学入学と共にバンドを組むことを決意。「同じような趣味の人間は、コヤマしかいない」「そういえばアイツは小学生の頃、前に出ると何かやるタイプだった」という二つの理由で、コヤマをボーカルとして誘い、バンド結成。
バンドのほぼ全ての作詞・曲を手がける。また、NEWSやBIRD、入野自由など、多数のアーティストのアルバムに参加、もしくは楽曲提供を行っている。
ナガイケ ジョー【本名非公表】
「ファンキーライン」「ファンタジスタ」（ベース / 1981年12月3日生まれ、血液型O型、趣味：散歩）
元々はスクービードゥーのステージを観る側だったが、MOBYが大学の音楽サークルのOBだったことで、前ベーシストが脱退した際に学生のままベースとして正式加入することになる。大学在学中に、全都道府県ツアーやメジャーデビューを経験したが、他のメンバーの「卒業はちゃんとした方がいい」という考えもあり、ジョーの卒業年度となる2003年は、シングル・アルバムの発表とイベント出演のみに専念し、ツアーは行わなかった。ジョーもメンバーの思いに応え、きっちり4年で卒業した。
2009年よりベース・マガジンにてコラムを執筆、2012年には、文芸誌「kototoi」に自身の掌編小説「無調アンサンブル」が掲載。
オカモト"MOBY"タクヤ【岡本 拓也】
「ファットでバッドでタイトなドラマー」「ファンキー・マエストロ」（ドラム、マネージャー、アフロ / 1976年7月6日生まれ、血液型B型、趣味：野球（ロッテ・カブスファン））
1995年、先輩の「お前はドラムが似合う顔だ」という言葉に影響され、ドラムをはじめる。早稲田大学第二文学部入学後、最初の体育の授業で集合場所を間違え、東伏見の野球場に行った際に、同じく間違って途方にくれていたコヤマと出会う。そのときコヤマと何故か、早稲田の映画館「早稲田松竹」で上映されていた'60年代のロック映画『砂丘』の話題になり、「こいつとは気があう」と一方的に思い、親交が始まる。
1997年6月、ボブ・ディランの『ブロンド・オン・ブロンド』を持って、「これにしてくれ」と美容院のお兄さんに頼んだところ、現在のアフロヘアーになってしまった。失敗だと思っていたところ、「以前、実父もやっていた」という衝撃の事実を知る。
他の3人が若干人見知りなせいもあり、自ら率先してスクービードゥーの外交役を務める。自他共に認めるスクービードゥーの宣伝部長。スペースシャワーTVで、熱血!スペシャ中学、音知連等、単独でのテレビ出演も多く、「うんちく」を披露する。幼少時から『アメリカ横断ウルトラクイズ』（日本テレビ系）の熱狂的なファンであり、それが高じて『第28回全国高等学校クイズ選手権』（同）では作問を担当。全国大会で2問採用されている。なお、ライブハウス等を中心にDJ活動も行っている。
また、趣味である野球においてはMLBにも精通しており、2021年からAbemaTV等での試合中継で解説を務め、2022年には著書「ベースボール・イズ・ミュージック! 音楽からはじまるメジャーリーグ入門」（左右社）も出した。
妻はライターで「パンケーキ・ノート おいしいパンケーキ案内100」の著者であるトミヤマユキコ。2014年入籍。

### 元メンバー
セキグチ ケンタロウ（ベース） - 1998年6月加入。「夕焼けのメロディー」参加。1999年脱退。
中野 智宏（ベース） - 1999年5月加入。「Doin' Our Scoobie」「No.3」参加。2001年脱退。

## 概要
- 幼馴染であるマツキとコヤマが、バンド名を決める際に眺めたレコードカタログでCalvin Arnoldというアメリカ人R&Bシンガーの「SCOOBIE DO」という曲名を気に入り名づける。

米アニメ「スクービー・ドゥー」（弱虫クルッパー）にちなんだものではない。Scooby DooとSCOOBIE DOでスペルも違う。
- 60年代・70年代のソウル・ミュージックや、リズム&ブルース、ロックからの影響を濃く受けており、激しいライブパフォーマンスを行う。
- 現在、既存のファンク・ミュージックの枠には当てはまらない幅広い音楽をしているということで、自らの音楽を2005年より「Funk-a-lismo!」（ファンカリズモ）と称している。
- メンバーの項目までは2010年4月21日に、来歴の項目の「2001年」までは2010年12月16日に、それぞれ行われたトークショーでメンバー本人達により公開編集されている。
- ステージ衣装は、「洋服の並木」によるオーダーメイド。2015年リリースの「新しい夜明け」のミュージックビデオでは撮影現場として利用している。

## 来歴
1995年、幼稚園からの幼馴染であるマツキタイジロウとコヤマシュウが、同窓会で再会したことにより、バンド結成。当初は'60年代の黒人R&Bのカヴァーを中心に、新宿JAM等でダンスバンド的に活動をする。11月に、コヤマシュウの紹介で、現ドラマーのオカモト"MOBY"タクヤが加入。オリジナル曲も徐々に増えはじめる。
1998年、6月、ベースにセキグチケンタロウが加入。8月にUKプロジェクトから通算3本目のデモテープを下北沢CLUB Queでの人気イヴェント「ビバヤング」にて発売。その日のうちに2社からオファーを受ける。
1999年、3月10日、K.O.G.A.RecordsからEP『夕焼けのメロディー』をリリース。5月、メンバーチェンシにてベースに中野智宏が加入。11月25日、UKプロジェクト内のレーベル"DECKREC"から1stアルバム『DOIN' OUR SCOOBIE』をリリース。
2000年、12月8日、EP『No.3』をリリース。このころまではフレアパンツにサイケなシャツというスタイルだった。
2001年、現在のモッズスーツを着てライブをやるスタイルを確立すると同時に、ベースの中野が脱退。その後、MOBYの大学の後輩であるナガイケジョーが加入し、現在のメンバーに落ち着く。9月にアルバム『BEACH PARTY』をリリース。
2002年、2月から2か月半で全都道府県49公演をまわるツアー「Soul to Soul」を敢行。6月にコンパクト・アルバム『GET UP』でメジャーデビュー。その後はジョーの学業を優先させるため、イベントとレコーディング以外の仕事は断り、1stアルバム制作に専念。11月、ファーストシングル『路上のハードボイルド』をリリースし、NHK総合「POP JAM」に出演。
2003年2月、1stアルバム『BREAK ROCK』をコピーコントロールCDで発売する。当時のオフィシャルサイト掲示板に、ビクターのIPで「CCCDに不安な点はメーカーに聞くと良い」と書き込まれ、後にインディーズ時代から続いていた掲示板を閉鎖、サイトを移転する。7月、シングル『ラストナンバー』をリリース。8月、「RISING SUN ROCK FESTIVAL in EZO」出演。9月、マツキタイジロウが過労とストレスによる体調不良で倒れ活動休止。メンバーは個人活動と音源作りに専念する。11月、両A面シングル『風の恋人 / 茜色が燃えるとき』をリリース。
2004年3月、マツキタイジロウの回復に伴い、ライヴ活動を再開。マツキタイジロウがライブ中にステージでまともに喋ったのは、この復活ライブの時のみ。4月、シングル『パレード』をリリース。5月、全国ツアー「Here We Do Again!」開始。7月、メジャー2ndアルバム『Beautiful Days』をリリース（ちなみにCCCDではなかった）。9月、代官山UNITにて、初のメンバー発信のレギュラーナイトミーティング「Root &United」スタート。
2005年1月、第2回「Root & United」を代官山UNITで開催。その後、3回・4回と続き、SOIL&"PIMP"SESSIONS、RHYMESTER、ZAZEN BOYSなどとセッションし、自分達の音楽を標榜する言葉として「Funk-a-lismo!」（ファンカリズモ）を掲げるようになる。
2006年6月、日比谷野外音楽堂にて、結成10周年記念イベント「Royal Funk-a-lismo!」を実施。7月1日、プライヴェート・レーベル「CHAMP RECORDS」を立ち上げ。
2007年、4月「トラウマティック・ガール」をリリース。向井秀徳(ZAZEN BOYS / エンジニアも担当)のプライヴェート・スタジオ「MATSURI STUDIO」にて録音。ツアー「Funk-a-lismo!vol.3」開催。8月、RISING SUN ROCK FESTIVAL 2007 in EZO出演。12月、COUNTDOWN JAPAN 初出演。
2008年、4月「パラサイティック・ガール」をリリース。ツアー「Funk-a-lismo!vol.4」開催。8月、初の会場限定ライヴ盤「Bootleg-tic Girl」販売開始。その後、ライブチャンプとして着実に名をあげつつ、年間百本近くのライブをこなす。SUPER BUTTER DOGや東京事変との対バンなどを行う。
2015年、結成20周年イヤーとして、バンド二度目となる日比谷野音音楽堂でのワンマンライブ「ダンスホール野音」の開催。

## CHAMP RECORDS
ビクターレコードとの契約終了後、スクービードゥーの音源しか作らない・発売しないという完全自主制作・販売レーベルとして設立。レーベル名は、「LIVE CHAMP」の異名から「CHAMP RECORDS」と名付けられる。
2007年4月18日に発売された「トラウマティック・ガール」以降の作品は全てこのレーベルから発売している。
正社員はメンバー4人。代表取締役は松木泰二郎。物販企画・管理・発注：コヤマシュウ。Webデザイン・運営担当：ナカイゲジョー。マネージメント、A&R担当：オカモトMOBYタクヤ。
不定期でライブハウス「株主総会」を開催し、ミニライブと今後の計画等を発表している。

## ディスコグラフィー

### インディーズ作品
- *CD未収録作品。

## BOOTLEG-TIC GIRL
- 過去に行われたライヴ演奏曲かメンバーたちによる厳選により収録。発売・販売を全て自主レーベル「CHAMP RECORDS」が行い、ライヴ会場限定販売。
- 紙ジャケット仕様。価格は1000円ながら約15曲ほど収録されている。初回生産のみで完売すると取り扱い終了。現在まで再発売はされていない。

## その他関連作品
コラボレーション
|          | タイトル                                                        | 曲目 | 発売日     | 品番      |
| -------- | --------------------------------------------------------------- | --- | ---------- | --------- |
| Sg       | ラブ・バリエーション with SCOOBIE DO/ヒューリスティック・シティ | 【8cm CD Ver.】 1. ヒューリスティック・シティ 2. ラブ・バリエーション with SCOOBIE DO 3. ヒューリスティック・シティ(マイナス・ワン) 4. ラブ・バリエーション with SCOOBIE DO(マイナス・ワン)                        | 2018.12.14 | UXCL-184  |
| Sg       | ラブ・バリエーション with SCOOBIE DO/ヒューリスティック・シティ | 【12cm CD Ver.】 1. ラブ・バリエーション with SCOOBIE DO 2. ヒューリスティック・シティ 3. ラブ・バリエーション 4. with SCOOBIE DO(マイナス・ワン) 5. ヒューリスティック・シティ(マイナス・ワン)                    | 2018.12.14 | UXCL-185  |
| Sg       | ラブ・バリエーション with SCOOBIE DO/ヒューリスティック・シティ | 【カセット・テープ Ver】 SIDE-A 1. ラブ・バリエーション with SCOOBIE DO 2. ヒューリスティック・シティ SIDE-B 1. ラブ・バリエーション with SCOOBIE DO(マイナス・ワン) 2. ヒューリスティック・シティ(マイナス・ワン) | 2018.12.14 | UXCL-186  |
| Sg       | ラブ・バリエーション with SCOOBIE DO/ヒューリスティック・シティ | フィロソフィーのダンスとのコラボシングル。 7inch Ver.の2種も含め、全5形態での発売。PHILOSOPHY OF THE WORLDレーベル。                                                                                               |            |           |
| Maxi Sg  | 恋のレキシカンロック /おんな                                    | 1.恋のレキシカン・ロック／怒髪天 feat.レキシ 2.夕焼けのメロディー／怒髪天 3.おんな／SCOOBIE DO 4.労働CALLING／SCOOBIE DO 5.め組のひと／怒髪天×SCOOBIE DO                                                           | 2012.7.16  | TRJC-1008 |
| Maxi Sg  | 恋のレキシカンロック /おんな                                    | 「怒髪天×SCOOBIE DO」名義。 生産枚数限定・7インチ特製ジャケット仕様。TOWER RECORDSレーベル。 |            |           |
| 12inch   | Namorada do vento e.p.                                          | SIDE-A - FREE tempo 1.namorade do vento 2.terceira estacao SIDE-B - Scoobie Do 1.風の恋人 2.3rd season(sentimental ver.)                                                                                           | 2003.12.17 | FNR-006   |
| 12inch   | Namorada do vento e.p.                                          | 「FreeTEMPO meets Scoobie Do」名義。 |            |           |
| Compi Al | ALWAYS HERE! ALWAYS DRUNK! ALWAYS ROCK YOU!                     | 4.Funky 4 Times | 2004.2.15  | KOGA-169  |
| Compi Al | ALWAYS HERE! ALWAYS DRUNK! ALWAYS ROCK YOU!                     | K.O.G.A RECORDS設立10周年記念コンピレーションアルバム。 |            |           |
| Compi Al | DECK IN REC START                                               | 9.THE TRAMP Pt.1 (From Funky Broadway) 10.こぼれそうな涙 | 2001.2.23  | DCRC-0028 |
| Compi Al | DECK IN REC START                                               | DECKRECレーベル・コンピレーションアルバム。 |            |           |

参加作品、楽曲提供作品
| アーティスト               | 提供楽曲                                                      | 参加形態                                                                 | 収録作品 |
| -------------------------- | ------------------------------------------------------------- | ------------------------------------------------------------------------ | --- |
| BRIGHT                     | My Darling 〜feat.SCOOBIE DO〜                                | 作曲:松木泰二郎 演奏:Scoobie Do                                          | Al「Notes 4 You」 |
| RHYMESTER                  | けしからん session with SCOOBIE DO                            | 演奏:Scoobie Do                                                          | Al「メイドインジャパン〜THE BEST OF RHYMESTER〜」 DVD「KING OF STAGE VOL.7」※ 武道館ライヴにゲスト参加。                              |
| RHYMESTER                  | 音楽は素晴らしい featuring SCOOBIE DO                         | 作詞:宇多丸/MUMMY-D/小山周/DJ JIN 作曲:松木泰二郎/DJ JIN 演奏:Scoobie Do | Al「HEAT ISLAND」 「KING OF STAGE Vol.6」 ※日比谷野外音楽堂ライヴにゲスト参加。 DVD「KING OF STAGE VOL.7」※武道館ライヴにゲスト参加。 |
| RHYMESTER                  | TThis Y'all, That Y'allThis Y'all That Y'all feat. SCOOBIE DO | 演奏:Scoobie Do                                                          | 「KING OF STAGE Vol.6」 ※日比谷野外音楽堂ライヴにゲスト参加。 今回のセッションのためサビ部分は新たに書き下ろし披露している。          |
| NEWS                       | 疾走!Friday Night                                             | 作詞・作曲:松木泰二郎 演奏:Scoobie Do                                    | Al「touch」 |
| 鈴木亜美                   | Dancin' Little Woman                                          | 作詞・作曲:松木泰二郎 演奏:Scoobie Do                                    | Al「CONNETTA」 |
| 木下航志                   | Love                                                          | 演奏:マツキ、ナガイケ、MOBY                                              | Al「Kohshi」 |
| Romancrew                  | ロマンより愛をこめて feat.コヤマシュウ                        | Vo:コヤマシュウ                                                          | Al「DUCK's MARKET」 |
| スカポンタス               | SOULFUL CHRISTMAS                                             | Vo:コヤマシュウ                                                          | Al「GO!GO! SWINGIN'SANTA CLAUS」 |
| KOTARO AND THE BIZARRE MEN | 全曲                                                          | Dr:オカモト"MOBY"タクヤ                                                  | Al「エレキの若旦那」 |
| MINMI                      | Another world                                                 | G:マツキタイジロウ                                                       | Al「imagine」 |
| 入野自由                   | Crazy Love                                                    | 作詞・作曲・編曲：マツキタイジロウ                                       | Al「DARE TO DREAM」(2016年11月30日)                                                                                                   |
| 入野自由                   | Lazy morning                                                  | 作詞：入野自由・マツキタイジロウ 作曲・編曲：マツキタイジロウ            | Al「Live Your Dream」(2019年3月20日)                                                                                                  |

カバー
| タイトル               | オリジナルアーティスト | 収録作品                                                                                   | 備考                 |
| ---------------------- | ---------------------- | ------------------------------------------------------------------------------------------ | -------------------- |
| RIDE ON TIME           | 山下達郎               | Sg「Get Up」 Al「Extra Funk-a-lismo!」                                                     |                      |
| DAY TRIPPER            | THE BEATLES            | Analog「悪い夢」 Al「Extra Funk-a-lismo!」                                                 |                      |
| Bye Bye Adam           | 和田アキ子             | トリビュート盤「あの鐘を鳴らすのはアタシ」 Al「Extra Funk-a-lismo!」                       |                      |
| BATDANCE               | PRINCE                 | Al「SCOOBIE DO」 Al「Extra Funk-a-lismo!」                                                 |                      |
| HEATSEEKER             | AC/DC                  | トリビュート盤「THUNDER TRACKS」 Al「Extra Funk-a-lismo!」                                 |                      |
| ROOSTER STEW           | Bo Diddley             | トリビュート盤「Hey!! Bo-Slinger!!」                                                       |                      |
| ELEPHANT MAN           | Bo Diddley             | トリビュート盤「Hey!! Bo-Slinger!!」                                                       |                      |
| WELCOME TO MY DOGHOUSE | THE YELLOW MONKEY      | トリビュート盤「THIS IS FOR YOU」 Al「Extra Funk-a-lismo!」                                |                      |
| スニーカーぶる〜す     | 近藤真彦               | トリビュート盤「MATCHY TRIBUTE」 Al「Extra Funk-a-lismo!」                                 |                      |
| チェリー               | スピッツ               | Al「Extra Funk-a-lismo!」                                                                  | ラジオ局の企画にて。 |
| 恋をしましょう         | フラワーカンパニーズ   | トリビュート盤「I♥FC MORE THAN EVER〜FLOWER COMPANYZ TRIBUTE〜」 Al「Extra Funk-a-lismo!」 |                      |

## ミュージックビデオ
| 監督                 | 曲名 |
| 池田剛               | 「Funky New Day (LIVE Ver.)」「PLUS ONE MORE」「Urban Souls」「真夜中のヒーロー」「美しい日」 「What's Goin' On feat.RHYMESTER from DVD「Royal-Funk-a-lismo!」」「ゆうべあのこが (from japan tour 2002“SOUL to SOUL”)」 |
| GROUNDRIDDIM         | 「結晶」 |
| 谷口直哉             | 「What's Goin' On feat.RHYMESTER」 |
| 手塚一紀             | 「勝手にしやがれ」 |
| 外山尚吾             | 「Back On」「MIGHTY SWING」「トラウマティック･ガール」「バンドワゴン･ア･ゴーゴー」「ミラクルズ」 |
| 外山尚吾 & age13     | 「真夜中のダンスホール」 |
| BBJDC x GROUNDRIDDIM | 「かんぺきな未完成品」 |
| 三浦出               | 「悪い夢」 |
| modea                | 「やっぱ音楽は素晴らしい feat.RHYMESTER」 |
| 山口保幸             | 「Get Up」「ラストナンバー」「左胸のボス」「路上のハードボイルド」 |
| 不明                 | 「No. 3」「Walkin' Around」「パレード」「風の恋人」「Back On(LIVE)」「Parasitic Girl(LIVE)」「新しい夜明け」 |

## 主なライブ

### ワンマンライブ・主催イベント
- 2000年 - Different Strokes
w/サニーデイ・サービス
- 2002年 - Scoobie Do Japan Tour 2002 "SOUL to SOUL"
- 2003年 - Scoobie Do Tour 2003 “BREK ROCK
- 2003年 - DifferentStrokes vol.8
- 2004年 - Return of The Funky4〜ファンキー4の逆襲
- 2004年 - TOUR2004「Here We Do Again!」
- 2005年 - Root &United vol.1
w/CENTRAL/TUCKER/クボタタケシ
- 2005年 - TOUR2005″PLUS ONE MORE”
- 2005年 - Root&United Vol.2 Children’s Day Special “Young Soul Rebels” LIVE PLUS ONE MORE AGAIN!!
w/犬式
- 2005年 - Root&United Vol.3〜Funk-a-lismo!〜
w/RHYMESTER
- 2005年 - TOUR 2005 AUTUMN「Funk-a-lismo!」
- 2005年 - TOUR 2005 AUTUMN “Funk-a-lismo!” FINAL Ver. Root&United Vol.5 “Grand-Funk-a-lismo!”
w/ZAZEN BOYS
- 2006年 - Royal-Funk-a-lismo!
w/RHYMESTER、タブゾンビ&元晴(SOIL&"PIMP"SESSIONS)/高野勲
- 2006年 - TOUR 2006 AUTUMN「Funk-a-lismo!Vol.2」
- 2007年 - Root&United Vol.7
w/The Miceteeth
- 2007年 - SCOOBIE DO VS YOUR SONG IS GOOD
- 2007年 - SCOOBIE DO TOUR 2007"Funk-a-lismo! Vol.3"
- 2007年 - Root&United Vol.8
w/FIREBALL
- 2008年 - Root&United Vol.9
w/オーサカ=モノレール
- 2008年 - SCOOBIE DO TOUR 2008"Funk-a-lismo! Vol.4"
- 2008年 - SOCIETY OF THE CITIZENS vol.2
- 2008年 - Root&United Vol.10
w/マボロシ
- 2009年 - Root&United vol.11
w/YOUR SONG IS GOOD
- 2009年 - Funk-a-lismo! "SPARKLE" Special!!
- 2009年 - SCOOBIE DO TOUR 2009 "Funk-a-lismo! Vol.5
- 2009年 - Root&United vol.12
w/曽我部恵一BAND
- 2010年 - Funk-a-lismo! 磔磔2DAYS SPECIAL!
- 2010年 - Root&United vol.13
w/riddim saunter
- 2010年 - Funk-a-lismo! FANDANGO SPECIAL!
- 2010年 - SCOOBIE DO インストアライブ
- 2010年 - Root&United vol.14
w/サンボマスター
- 2010年 - Funk-a-lismo! vol.6
- 2011年 - Root&United vol.15
w/SOIL&“PIMP”SESSIONS
- 2011年 - Root&United Revue
w/riddim saunter
- 2011年 - Root&United Revue in SAPPORO
w/アナログフィッシュ
- 2011年 - Root&United vol.16
w/GOING UNDER GROUND
- 2012年 - Root&United vol.17
w/レキシ
- 2012年 - Funk-a-lismo! 大阪2DAYS SPECIAL
- 2012年 - Funk-a-lismo! 渋谷2DAYS SPECIAL
- 2012年 - Funk-a-lismo! 八戸SPECIAL!
- 2012年 - Root & United vol.18
w/the telephones
- 2012年 - Funk-a-lismo! Weekday Circuit 〜天国や地獄〜
w/UNCHAIN/THE COLLECTORS/NONA REEVES/a flood of circle/THE NEATBEATS
- 2012年 - SCOOBIE DO×鶴 2マンライヴ「SCOOBIE TSURU」
- 2012年12月14日〜12月14日 - DOの部屋
- 2013年03月16日 - Funk-a-lismo! 福岡SPECIAL! 〜全部のせ公演〜
- 2013年04月05日 - SCOOBIE DOES
- 2013年04月14日 - Root & United vol.19
w/スチャダラパー
- 2013年04月26日 - DOの部屋
- 2013年06月12日〜11月09日 - Funk-a-lismo! vol.8
- 2013年12月23日 - Different Strokes
w/MONOBRIGHT/ザ50回転ズ
- 2014年01月18日〜02月11日 - 春のワンマン祭り〜全部のせ公演
- 2014年03月01日〜04月13日 - Different Strokes
w/Theピーズ/DOES/爆弾ジョニー
- 2014年03月30日 - Root & United SPECIAL
w/怒髪天/RHYMESTER
- 2014年04月19日 - ちょうど1000本目のLIVE〜磔磔40周年記念〜
- 2014年04月29日 - 春のワンマン祭り〜全部のせ公演
- 2014年05月02日〜05月06日 - 春のワンマン祭り〜てんこ盛り公演
- 2014年05月05日 - 春のワンマン祭り〜DOの穴
- 2014年05月06日 - 春のワンマン祭り〜全部のせ公演
- 2014年07月21日〜08月29日 - 天国や地獄 vol.2
w/QUATTRO/MO'SOME TONEBENDER/go!go!vanillas/爆弾ジョニー/音速ライン
- 2014年09月05日 - SCOOBIE TSURU
- 2014年10月19日 - Root & United vol.21
w/カジヒデキ
w/山名昇
- 2014年10月24日〜12月21日 - Funk-a-lismo! vol.9
- 2015年01月10日〜04月12日 - SCOOBIE DO TOUR「Funk-a-lismo! vol.9.5」
- 2015年04月05日 - 野音への道・4月5日はFUNKY4 + 1 MOREの日～小樽緊急ワンマン編
- 2015年04月19日 - Root & United vol.22
- 2015年04月30日 - Scoobie Do 「野音への道」
- 2015年05月05日 - Scoobie Do 野音への道・クアトロマンスリーシリーズ「白熱!スーツの男達編」
- 2015年05月22日 - Scoobie Do 「野音への道」
- 2015年05月27日 - チャンプレコード臨時株主総会・大阪出張編
- 2015年06月07日 - Scoobie Do 「野音への道」
- 2015年06月17日 - Scoobie Do 野音への道・クアトロマンスリーシリーズ「熱狂! アーバンFUNKな男達編」
- 2015年07月04日 - 野音への道・マツキタイジロウ生誕40周年記念スペシャル～小田原編
- 2015年07月09日 - Scoobie Do 野音への道・クアトロマンスリーシリーズ「闘魂! チャンプな男達編」
w/BRAHMAN
- 2015年07月27日 - 野音への道・アコースティック編 ～ 納涼Funk-a-lismo!
- 2015年08月04日 - 野音への道・東高円寺凱旋編
- 2015年09月12日 - 野音への道・宮崎編
- 2015年09月13日 - 野音への道・鹿児島編
- 2015年10月04日 - 結成20周年記念ライヴ「ダンスホール野音」
- 2015年10月05日 - ダンスホールCLUB Que
- 2015年11月18日〜12月27日 - TOUR「Funk-a-lismo! Extra」
- 2015年11月25日 - 晩秋アコースティックFunk-a-lismo! in 城下公会D
- 2015年12月31日 - COUNTDOWN Funk-a-lismo!
- 2016年01月09日 - 21周年ライヴ初め～DO新ホールでFunk-a-lismo!
- 2016年02月20日 - Funk-a-lismo! 21年分スペシャル
- 2016年02月26日〜06月12日 - TOUR「Funk-a-lismo! vol.10」
- 2016年08月05日 - 納涼Funk-a-lismo!
- 2016年09月08日 - CHAMP RECORDS 10周年記念 クアトロマンスリーシリーズ 絶叫!噛みつきたがる男達
w/キュウソネコカミ
- 2016年10月02日 - Funk-a-lismo! ROXXスペシャル
- 2016年10月20日 - クアトロマンスリーシリーズ■「激突！ハードボイルドな男達」
w/The Birthday
- 2016年11月17日 - クアトロマンスリーシリーズ■「沸騰！KINGとCHAMPな男達」
- 2016年12月03日 - CHAMP RECORDS 10周年記念〜師走シリーズ」 “ナガイケジョー生誕35周年記念スペシャル”
- 2016年12月10日〜12月18日 - CHAMP RECORDS 10周年記念～師走シリーズ"Funk-a-lismo!"
- 2017年02月25日 - 早春アコースティックFunk-a-lismo! in 仙台
- 2017年02月26日 - Funk-a-lismo! 仙台スペシャル
- 2017年04月13日〜5月2日 - 「ensemble」発売記念インストアライブ
- 2017年05月03日・5月5日 - CHAMP RECORDS 10周年記念"Funk-a-lismo!"
- 2017年05月07日〜7月1日 - シングル『ensemble』発売記念ツアー「ファンキ"S"ト・アンサンブル」